# كيرن ستيفنسون
كيرن ستيفنسون (بالإنجليزية: Kieran Stevenson)‏ هو لاعب قذف بريطاني، ولد في 1977 في Banagher, County Londonderry ‏ في المملكة المتحدة.